# دركابي (بايين خيابان ليتكوة)
درکابي (بالفارسية: درکاپی) هي قرية تقع في إيران في قسم بایین خیابان لیتکوة الريفي. يقدر عدد سكانها بـ 139 نسمة بحسب إحصاء 2016.